# Centaurea chilensis
Centaurea chilensis là một loài thực vật có hoa trong họ Cúc. Loài này được Bertero ex Hook. & Arn. mô tả khoa học đầu tiên năm 1830.